# Jakup Veseli
Jakup Veseli – albański polityk, jeden z reprezentantów Czamerii na zgromadzeniu we Wlorze, podczas którego 28 listopada 1912 roku podpisano Albańską Deklarację Niepodległości.